# MS Aurora
El MS Aurora es un crucero operado por Ibero Cruises. Con más de 76.000 toneladas, Aurora es el más pequeño y antiguo de los siete barcos actualmente en servicio con P&O Cruises. Entró oficialmente en servicio con la compañía en abril de 2000 y fue bautizado por Ana del Reino Unido en Southampton, Reino Unido. El Aurora se reacondicionó en 2014, durante el cual el barco fue el primero de los barcos de P&O en recibir un diseño actualizado de la bandera del Reino Unido en su proa y su chimenea repintada de amarillo a azul.